# 히라마쓰 고헤이
히라마쓰 고헤이(일본어: 平松 康平, 1980년 4월 19일 ~ )는 일본의 전 축구 선수이다.

## 구단 경력
과거 시미즈 에스펄스, FC 류큐, 후지에다 MYFC에서 활동하였다.